# Chame
Chame es un corregimiento y ciudad cabecera del distrito del mismo nombre en la provincia de Panamá Oeste, República de Panamá. Tiene una población de 2.432 habitantes (2010).